# Double Identité
Pour plus de détails, voir Fiche technique et Distribution.
Double Identité (True Identity) est un film américain réalisé par Charles Lane (en), sorti en 1991.

## Synopsis
Poursuivi par des membres de la mafia local, un acteur afro-américain va déguiser en homme blanc mais les choses vont se compliquer.

## Distribution
- Lenny Henry (VF : Emmanuel Jacomy) : Miles Pope
- Frank Langella (VF : Jacques Richard) : Leland Carver
- Anne-Marie Johnson : Kristi
- James Earl Jones : Lui-même
- Charles Lane : Duane
- Peggy Lipton : Rita
- J. T. Walsh : Houston
- Andreas Katsulas : Anthony
- Lynne Griffin : Emilia
- Melvin Van Peebles : Chauffeur de taxi
- Austin Pendleton : Le metteur en scène